# Edward Bouverie Pusey

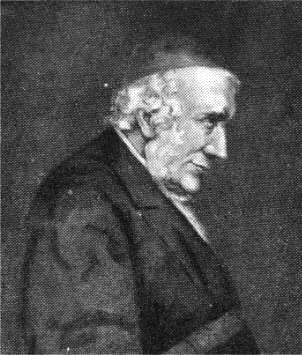
Edward Bouverie Pusey

Edward Bouverie Pusey [ˈpjuːzi] (* 22. August 1800 in Pusey, Vale of White Horse; † 16. September 1882 in Oxford) war englischer Theologe und Gründer einer entschieden katholisierenden Richtung in der englischen Hochkirche, des nach ihm benannten Puseyismus (Anglo-Katholizismus/Oxford-Bewegung).

## Leben

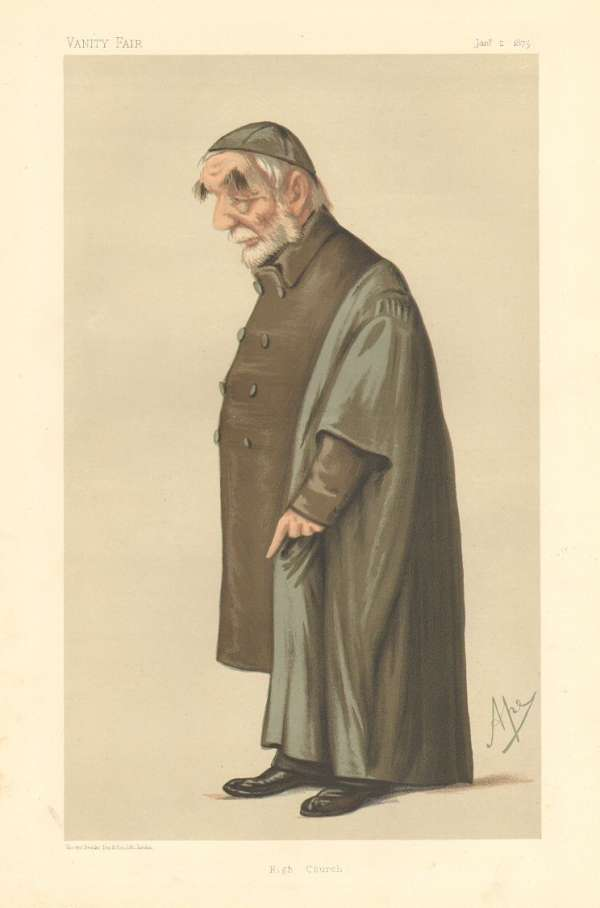
Edward Bouverie Pusey, Karikatur in Vanity Fair (1875)

Pusey wurde 1828 Kanonikus des Christ Church College und Regius Professor of Hebrew für Hebräisch und orientalische Sprachen an der University of Oxford. Unbefriedigt von der Starrheit der englischen Hochkirche, war Pusey auf einer Reise durch Deutschland dem deutschen Protestantismus, auch in seiner pietistischen Ausprägung, nahegekommen. Mit August Tholuck stand er im Briefwechsel. Die äußere Veranlassung zur Entstehung des Anglo-Katholizismus war 1833 eine Versammlung mehrerer Mitglieder der Universität Oxford, die die Organisation des Widerstandes gegen die von den Whigs versuchte „Liberalisierung der (anglikanischen) Kirche“ zum Ziel hatte.
Mit Gesinnungsgenossen, wie Isaac Williams (1802–1865), Richard Hurrell Froude (1803–1836), William Palmer, John William Bowden, John Henry Newman, William George Ward, Arthur Philip Perceval, John Keble, gab Pusey seit 1833 die „Tracts for the times“ („Zeitgemäße Abhandlungen“) heraus, die allmählich das ganze Gebiet der Theologie abhandelten und sich immer mehr der katholischen Lehre näherten, obwohl sie nur eine Erneuerung der anglikanischen Kirche durch die Rückbesinnung auf die Kirchenväter forderten. Es erschienen 90 Traktate.
Die Anhänger Puseys hießen daher auch Traktarianer (Tractarians) und der Puseyismus wurde traktarianische Kontroverse (the tractarian controversy, tractarianism) genannt. 1841 wurde die Fortsetzung der Traktate von der Regierung untersagt und Pusey selbst erhielt 1843 vom sogenannten Board of heresy, einer Art Ketzergericht, für zwei Jahre Predigtverbot. Seine Ansichten waren im Wesentlichen der katholischen Lehre nahe. Er verlangte die Geltung der Tradition der Sukzession (apostolischen Nachfolge) der Bischöfe und Priester, die Wiederherstellung der Messe, die Wiedereinführung der Kirchenbuße, des Fastens und der Ohrenbeichte. In Bezug auf das Abendmahl lehrte er wenigstens halbkatholisch (oder lutherisch) eine wirkliche Gegenwart Christi in der Eucharistie. Die Neununddreißig Artikel wollte er im altchristlichen Sinn verstanden und ergänzt wissen. Pusey fand namentlich unter den Studenten in Oxford und der von da ausgehenden jüngern Geistlichkeit zahlreiche Anhänger.
So kam es zur Spaltung, besonders infolge der Verurteilung eines Buches von William George Ward vom „Ideal der Kirche“, in welchem dieser den protestantischen Kernsatz der Rechtfertigung durch den Glauben eine „verdammliche, pestilenzialische ätherische Ketzerei“ genannt hatte, durch die Universität Oxford. Nachdem Oakley, Ward, Wingfield und Newman zur katholischen Kirche übergetreten waren, folgten mehrere hundert englische Geistliche, darunter auch Henry Edward Manning, der spätere katholische Erzbischof und Kardinal. Pusey selbst verblieb in der anglikanischen Kirche und starb am 16. September 1882.
Mit der Zeit wurde der Puseyismus zu einer Form des sogenannten Ritualismus (Hochkirchliche Bewegung) unter der Geistlichkeit; der Kult wurde dem römischen manchmal so ähnlich gefasst, dass er äußerlich kaum mehr zu unterscheiden war (Anrufung der Heiligen und der Engel, Marienkult, Glaube an das Fegefeuer, Totenmessen, Letzte Ölung, Kniebeugung, Weihrauch, brennende Lichter, Elevation der Hostie etc.). Papst Pius IX. stellte 1850 die katholische Hierarchie in England wieder her, was auf anglikanischer Seite wiederum zu einer Ablehnung von katholisierenden Riten führte.
Auf dem Kontinent fanden Puseys Bemühungen zu seiner Zeit wenig Berücksichtigung. Heute allerdings sieht man in ihm einen Pionier der Ökumenischen Bewegung und seine Theologie wird wissenschaftlich gewürdigt.

## Werke
- The Councils of the Church from the Council of Jerusalem A. D. 51, to the Council of Constantinople A. D. 381 Chiefly as to Their Constitution, But Also as to Their Objects and History. Sold by John Henry and James Parker, Oxford 1857
- The Church of England a portion of Christ’s one Holy Catholic Church, and a means of restoring visible unity. An Eirenicon, in a letter to the author of „The Christian year“ (1865)
- Plain sermons. By contributors to the „Tracts for the Times“ Vol. I (new edition) Oxford 1839. Autoren: John Keble 1792–1866; Thomas Keble 1793–1875; John Henry Newman 1801–1890; Sir George Prevost 1804–1893; Edward B. Pusey 1800–1882; Robert Francis Wilson
- Tract XC: On certain passages in the XXXIX Articles by the Rev. J. H. Newman 1841. With a historical Preface by Rev. E. B. Pusey. And Catholic Subscription to the XXXIX Articles, Considered in Reference to Tract IX by Rev. John Keble 1841. Sold by John Henry and James Parker, Oxford 1865

## Quelle
- Meyers Konversationslexikon
- Die kleine Enzyklopädie, Encyclios-Verlag, Zürich, 1950, Band 2, Seite 411